# Regine Graml
Regine Graml (* 1966 in München) ist eine deutsche Wirtschaftswissenschaftlerin. Sie ist Professorin für Allgemeine Betriebswirtschaftslehre insbesondere Personalmanagement und Organisation an der Frankfurt University of Applied Sciences.

## Leben
Graml studierte Betriebswirtschaftslehre an der Universität Augsburg (Diplom-Kauffrau) und als DAAD-Stipendatin an der Wayne State University (Master of Arts in Economics 1990) in Detroit, Michigan. 1991 wurde sie wissenschaftliche Mitarbeiterin am Lehrstuhl für Allgemeine Betriebswirtschaftslehre, insbesondere Entscheidungs- und Organisationsforschung/Personalwirtschaft an Universität der Bundeswehr München. 1995 wurde sie bei Rainer Marr mit der Dissertation Unternehmungswertsteigerung durch Desinvestition. Eine Analyse unter besonderer Berücksichtigung des Management-Buy-out zum Dr. rer. pol. promoviert. Die Arbeit wurde durch die Dicke & Wicharz Managementberatung als beste wirtschaftswissenschaftliche Dissertation des Jahres 1996 ausgezeichnet.
Sie war dann jahrelang im In- und Ausland in der Industrie sowie im Beratungs- und Dienstleistungsbereich tätig u. a. als Direktor Kompetenz-Center Personal Asien/Pazifik bei Siemens in Singapur und Leiter Personalentwicklung bei Infineon Technologies in München. Seit 2007 ist sie Professorin für Allgemeine Betriebswirtschaftslehre insbesondere Personalmanagement und Organisation am Fachbereich 3 (Wirtschaft und Recht) der Frankfurt University of Applied Sciences (vormals Fachhochschule Frankfurt am Main).
Sie veröffentlichte im Bereich Gender und Management. Ein Beitrag zu „Outplacement“ erschien im Lexikon der Betriebswirtschaft (hrsg. von Wolfgang Lück). Ihre gemeinsam mit Caprice Oona Weissenrieder und Yvonne Ziegler 2010 durchgeführte Studie zu „Karriereperspektiven berüfstätiger Mütter“ fand auch überregionales Medieninteresse.

## Schriften (Auswahl)
- Unternehmungswertsteigerung durch Desinvestition. Eine Analyse unter besonderer Berücksichtigung des Management-Buy-out (= Europäische Hochschulschriften. Reihe 5: Volks- und Betriebswirtschaft. Bd. 1928). Lang, Frankfurt am Main u. a. 1996, ISBN 3-631-30052-2.
- mit Caprice Oona Weissenrieder, Yvonne Ziegler: Karriereperspektiven berufstätiger Mütter. 1. Frankfurter Karrierestudie. Cuvillier, Göttingen 2015, ISBN 978-3-95404-983-7.